# Karl Erik Johansson (zoolog)
Karl Erik Johansson, född 5 augusti 1891 i Lerums socken, död där 29 september 1982, var en svensk zoolog.
Karl Erik Johansson var son till lantbrukaren Carl Albert Johansson. Han avlade studentexamen i Göteborg 1911 och studerade därefter vid Uppsala universitet där han avlade filosofie kandidatexamen 1914, filosofie magisterexamen samma år, filosofie licentiatexamen 1919 och filosofie doktorsexamen 1927. Efter lärartjänstgöring på olika håll från 1914 blev han 1921 adjunkt i biologi och geografi vid Södertälje realskola (senare Södertälje högre allmänna läroverk), och 1931 lektor i samma ämnen där. Under sin tid i Södertälje var han även ledamot av stadsfullmäktige och folkskolestyrelsen med flera styrelser. Från 1944 var han rektor vid Västerås högre allmänna läroverk. I sin vetenskapliga produktion, bland annat i doktorsavhandlingen, behandlade Johansson huvudsakligen havsborstmaskarnas systematik och anatomi. Han bedrev även studier över spindlarna och publicerade en del smärre uppsatser inom området. Under 1940-talet skrev han ett flertal populärbiologiska kåserier, särskilt i tidskriften Vår värld, och var en mycket uppskattad föredragshållare i radio, där han särskilt behandlade olika områden av insekternas och spindlarnas liv.